# Neolasioptera eregeroni
Neolasioptera eregeroni är en tvåvingeart som först beskrevs av Brodie 1894.  Neolasioptera eregeroni ingår i släktet Neolasioptera och familjen gallmyggor. Inga underarter finns listade i Catalogue of Life.